# Control lateral

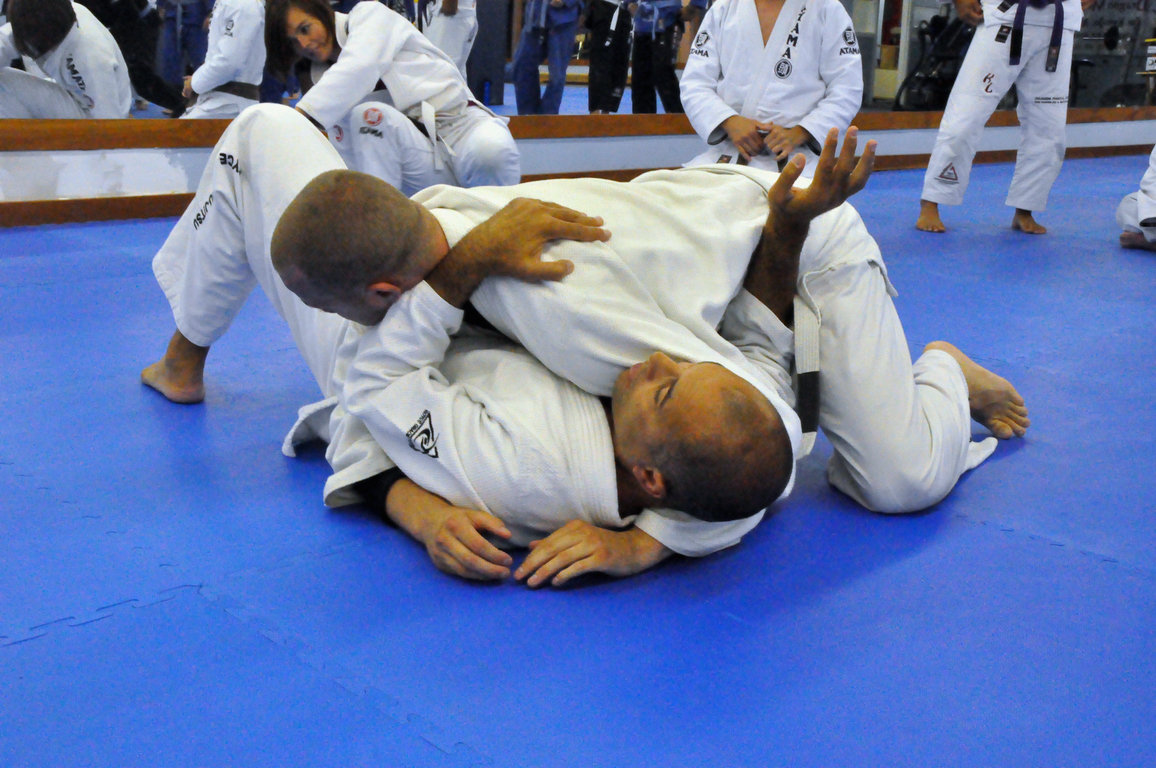
Demostración de control lateral por parte del luchador de Jiu-jitsu brasileño y artista marcial Royce Gracie.

El control lateral, en grappling (también llamado montaje lateral, montaje cruzado o 100 kilos) es una posición dominante de grappling en el suelo en la que el combatiente de arriba está tumbado perpendicularmente sobre el combatiente de abajo boca arriba, de tal forma que las piernas están libres y no ejerce ningún control sobre el combatiente de abajo. Se dice que el combatiente de arriba tiene control lateral, y está en una posición estable, con el otro combatiente inmovilizado debajo de él. A partir de ahí, el combatiente de arriba puede proceder con codazos, rodillazos, varias sumisiones o la transición a una posición montada. Para el combatiente inferior es prioritario barrer al combatiente superior o escapar de la posición, por ejemplo enredando las piernas libres del oponente e intentando obtener la media guardia o la guardia.

## Kata-gatame

Ejecución de un kata-gatame.

El kata gatame (en japonés: 肩固め, "sujeción del hombro") es una sujeción por inmovilización en la que se abraza al oponente por la cabeza, con uno de los brazos del oponente inmovilizado contra su cuello. Puede realizarse desde el kesa-gatame en respuesta a un intento de huida del oponente, durante el cual se inmoviliza el brazo contra su cuello y se coloca la sujeción alrededor del cuello. El kata-gatame se considera a menudo una llave de estrangulamiento, es una técnica de estrangulación sanguínea usada en varias artes marciales, en la que el oponente es apresado entre su propio hombro y el brazo del oponente, es una versión realizada con los brazos del sankaku-jime, una llave realizada con las piernas. El sankaku-jime es una técnica de estrangulación sanguínea usada en varios tipos de artes marciales, en la que se emplean las piernas para rodear la cabeza y un brazo del oponente en la forma de un triángulo, también es conocida en inglés como triangle choke.